# Кара-Мурза, Христофор Макарович
Христофо́р (Хачату́р) Мака́рович Кара-Мурза́ (арм. Քրիստափոր Կարա-Մուրզա, 2 марта 1853, Карасубазар, Симферопольский уезд, Таврическая губерния — 9 апреля 1902, Тифлис, ныне Тбилиси) — армянский композитор и хоровой дирижёр, фольклорист, музыкальный просветитель.

## Биография
В детстве Христофор Кара-Мурза обучался игре на фортепиано и флейте, а также изучал теорию музыки.
В 1882 году переехал в Закавказье, где обошёл большое количество армянских сёл и городов, собирая, затем обрабатывая музыку армянских народных песен и танцев. Ему удалось собрать несколько сотен образцов такой музыки.
В 1885 году начал обширную и активную концертную деятельность. В качестве хорового дирижёра организовал сотни концертов, популяризируя среди армянского населения многоголосное пение и стремясь внедрить его в быт народа.
Создал в городах Кавказа и Южной России более 90 больших народных хоров, объединявших от 40 до 150 участников каждый.
Многие из участников создаваемых Кара-Мурзой хоров стали известными профессиональными певцами (Л. Исецкий, Н. Шахламян, Б. Амирджанян, Цовак и др.) и продолжили затем просветительское начинание своего (рано ушедшего из жизни) учителя.
Похоронен на Кукийском кладбище в Тбилиси.

## Музыкальное и литературное творчество
Христофор Макарович Кара-Мурза является автором многочисленных песен и романсов на слова армянских поэтов, а также инструментальных пьес, музыки к драматическим спектаклям и неоконченной оперы «Шушан».
Кроме того, перу X. Кара-Мурзы принадлежит большое количество музыкально-критических статей и музыковедческих рецензий на различные концерты, оперные спектакли и творческую деятельность современных ему музыкантов и т.д.
В качестве музыкального критика, Кара-Мурза затрагивал очень важные для того периода времени музыкально-эстетические вопросы.
Но всё-таки наибольшую ценность во всей разносторонней музыкально-просветительской деятельности Христофора Макаровича Кара-Мурзы для развития армянской музыкальной культуры представляет именно его подвижнический труд, связанный с подготовкой сборников хоровых обработок армянской народной музыки.

## Семья
- Кара-Мурза, Павел Макарович — доктор философии, журналист. Главный редактор газет «Народная свобода» и «Нефтяное дело», председатель бакинского отделения партии «Народная Свобода»[3][4].
- Кара-Мурза, Никита Макарович (1853—1937) — журналист, переводчик, исследователь армянской литературы. Дружил с Максимом Горьким, с которым познакомился в Тифлисе в 1902 году[5].